# ماکس
ماکس (به اسپانیایی: Macas) یک منطقهٔ مسکونی در اکوادور است که در استان مورونا-سانتیاگو واقع شده‌است. ماکس ۵۳٫۳۳ کیلومتر مربع مساحت و ۱۹٬۱۷۶ نفر جمعیت دارد و ۱٬۰۵۰ متر بالاتر از سطح دریا واقع شده‌است.